# Bengalia martinleakei
Bengalia martinleakei este o specie de muște din genul Bengalia, familia Calliphoridae, descrisă de Senior-white în anul 1930. Conform Catalogue of Life specia Bengalia martinleakei nu are subspecii cunoscute.